# Troszki (województwo pomorskie)
Troszki (kaszb. Troszczi, niem. Petersberg) – wieś w Polsce położona w województwie pomorskim, w powiecie słupskim, w gminie Dębnica Kaszubska. Miejscowość wchodzi w skład sołectwa Dobieszewo.
Według stanu na 30 czerwca 2018 liczba mieszkańców wynosiła 42. 30 września 2013 we wsi mieszkały cztery osoby więcej.
W latach 1975–1998 miejscowość administracyjnie należała do województwa słupskiego.

## Nazwa
Nazwa miejscowości jest tzw. chrztem nazewniczym i ma charakter pseudorodowy. Została wyprowadzona od nazwy osobowej Troszek, hipokorystycznej postaci nazwy osobowej Trojan. Pierwotna niemiecka nazwa Petersberg, wzmiankowana po raz pierwszy w 1780, ma charakter pamiątkowy i jest złożeniem dwóch członów: nazwy osobowej Peter „Piotr” i nazwy pospolitej Berg „góra”.
Rada Języka Kaszubskiego proponuje opartą na polskiej kaszubską formę nazwy Troszczi.

## Cmentarz
Cmentarz w Troszkach zlokalizowany jest około 400 m od zachodnich zabudowań wsi, przy drodze gruntowej do Starnic. Założony został na planie zbliżonym do kwadratu. Niegdyś był wydzielony z otoczenia poprzez niski wał ziemny. Na cmentarzu znajdują się mogiły zarówno przedwojennych, niemieckich mieszkańców wsi, jak i pierwszych polskich osadników. Przy części powojennych grobów zachowały się charakterystyczne metalowe ramy, lecz nie są one opatrzone żadnymi inskrypcjami. Obecnie (2021) teren jest zaniedbany i zarośnięty.